# Садовська сільська рада (Кетовський район)
Садо́вська сільська рада (рос. Садовский сельский совет) — сільське поселення у складі Кетовського району Курганської області Росії.
Адміністративний центр — село Садове.
Населення сільського поселення становить 2755 осіб (2017; 2619 у 2010, 2686 у 2002).

## Склад
До складу сільського поселення входять:
| Населений пункт           | Населення, осіб (2002) | Населення, осіб (2010) |
| ------------------------- | ---------------------- | ---------------------- |
| Кропанка, присілок        | 442                    | 430                    |
| Новокомогоровка, присілок | 177                    | 138                    |
| Романовка, присілок       | 128                    | 113                    |
| Садове, село              | 1939                   | 1938                   |